# Plain City, Utah
Plain City är en stad i Weber County i Utah. Vid 2010 års folkräkning hade Plain City 5 476 invånare.